# Pegomya simplex
Pegomya simplex är en tvåvingeart som beskrevs av Griffiths 1982. Pegomya simplex ingår i släktet Pegomya och familjen blomsterflugor.
Artens utbredningsområde är Florida. Inga underarter finns listade i Catalogue of Life.